# ایستگاه متروی سنت جیمز پارک
ایستگاه متروی سنت جیمز پارک (انگلیسی: St. James's Park tube station) یکی از ایستگاه‌های متروی لندن است.
این ایستگاه که در سنت جیمز پارک قرار دارد در سال ۱۸۶۸ تأسیس شده و جزئی از خط سیرکل و خط ناحیه متروی لندن می‌باشد.

## نگارخانه

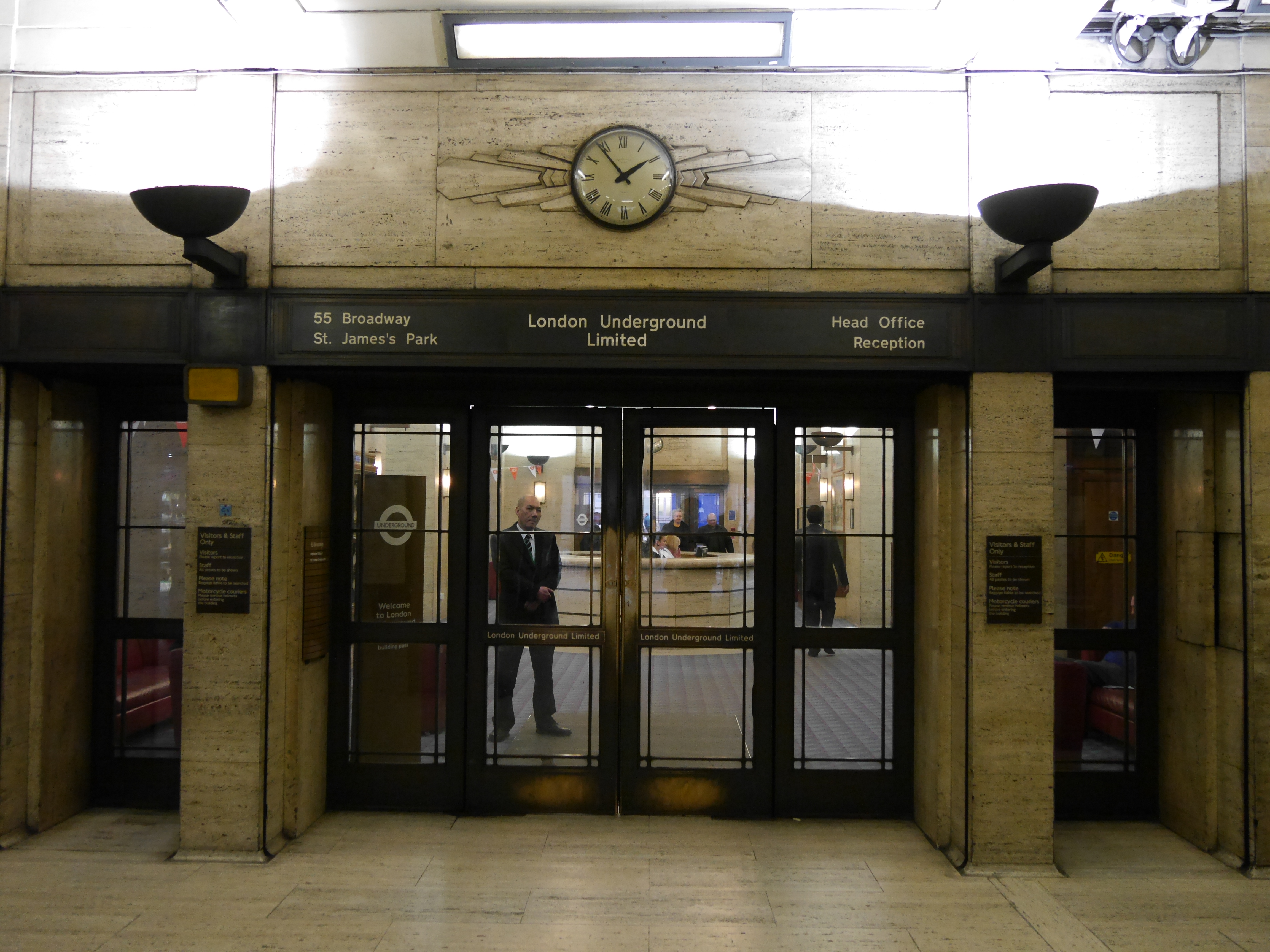
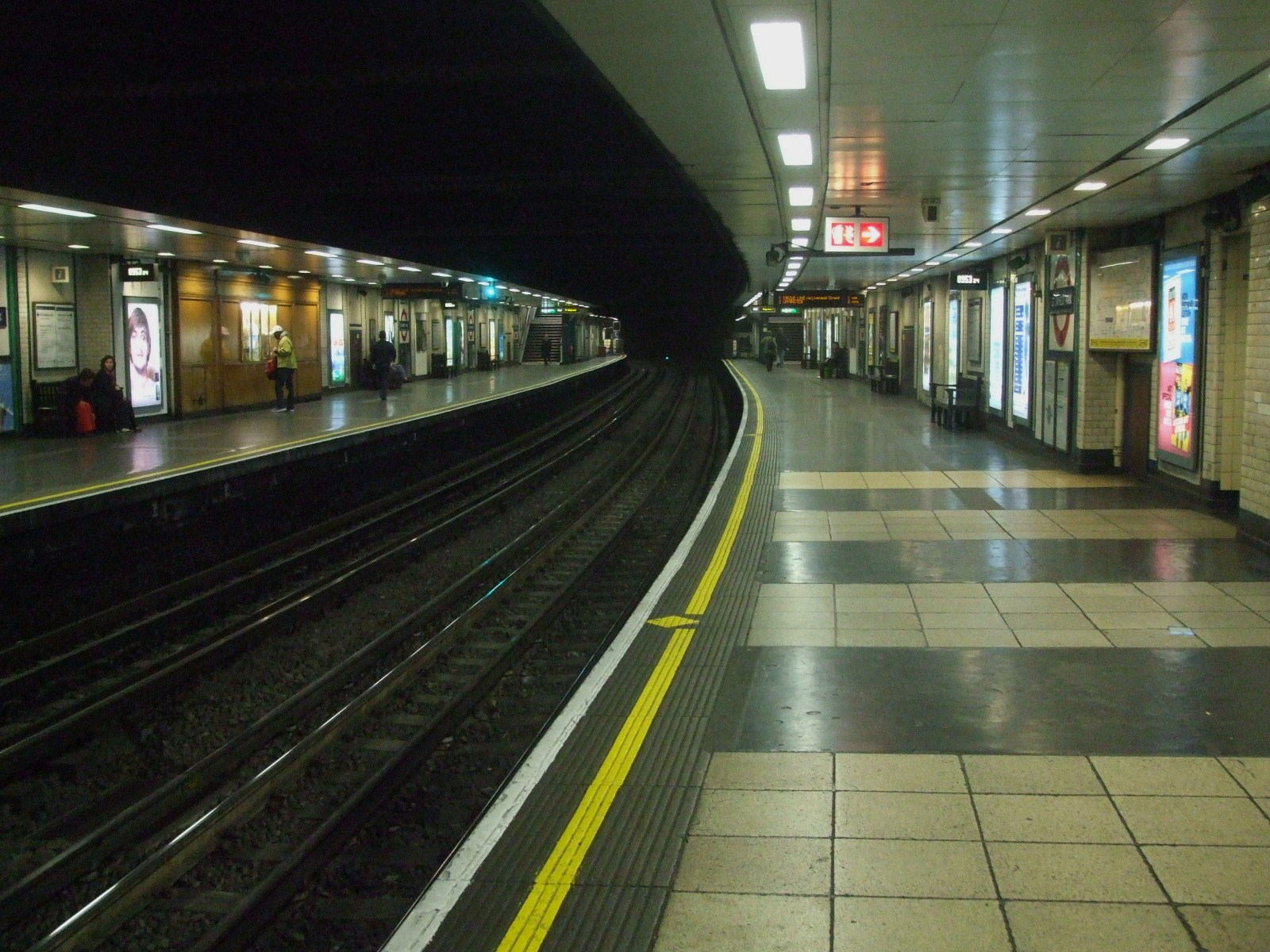
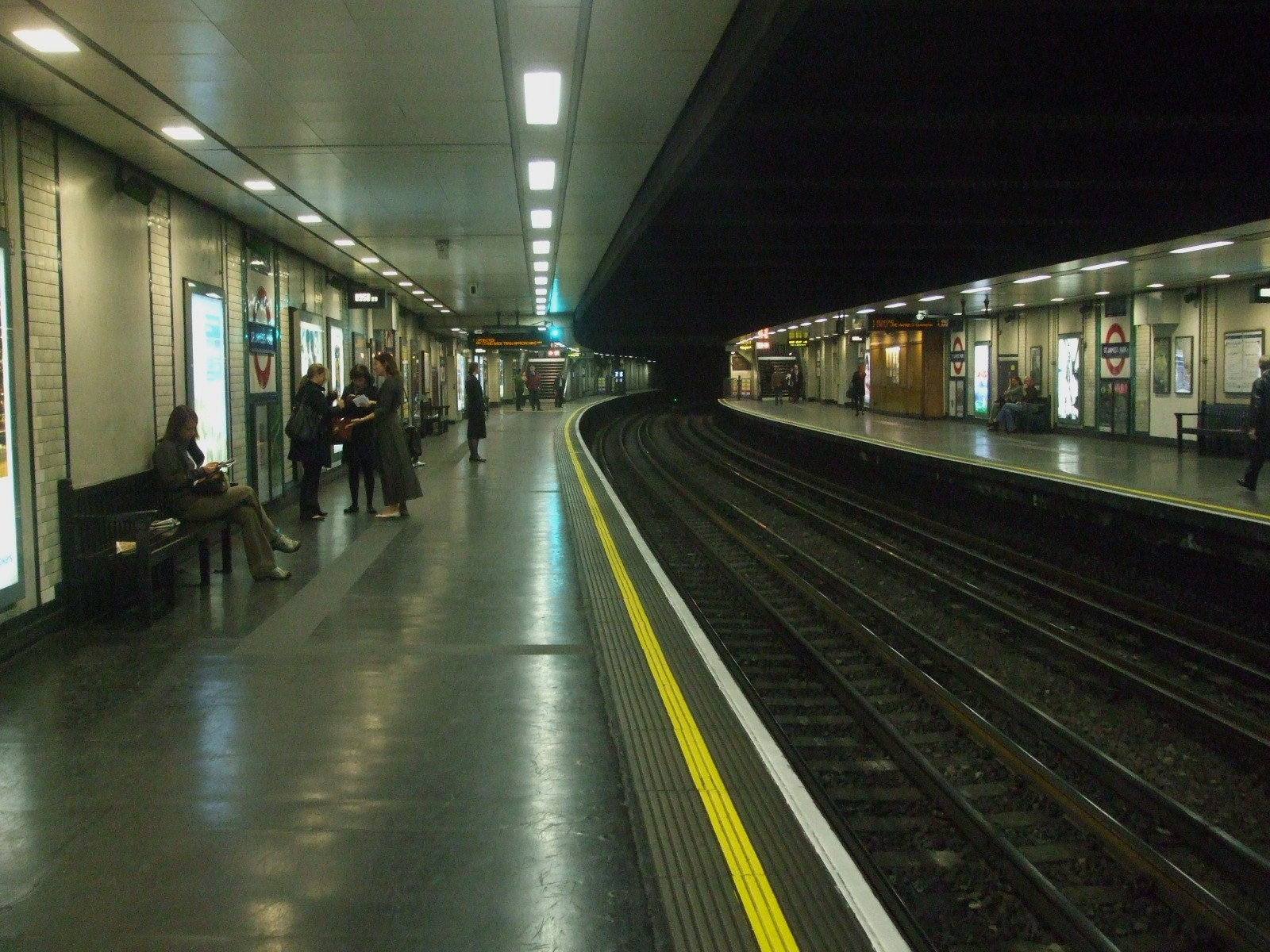
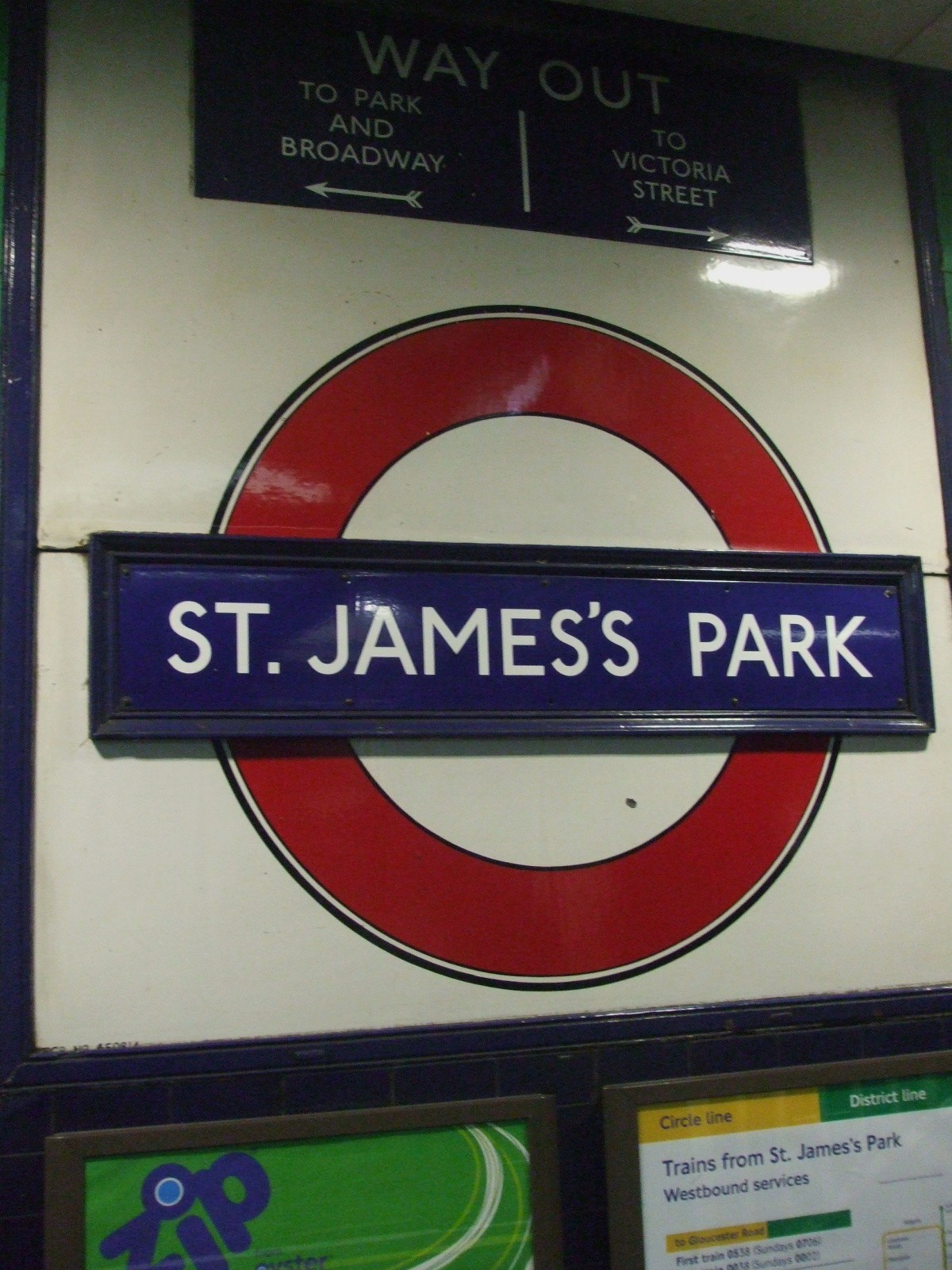
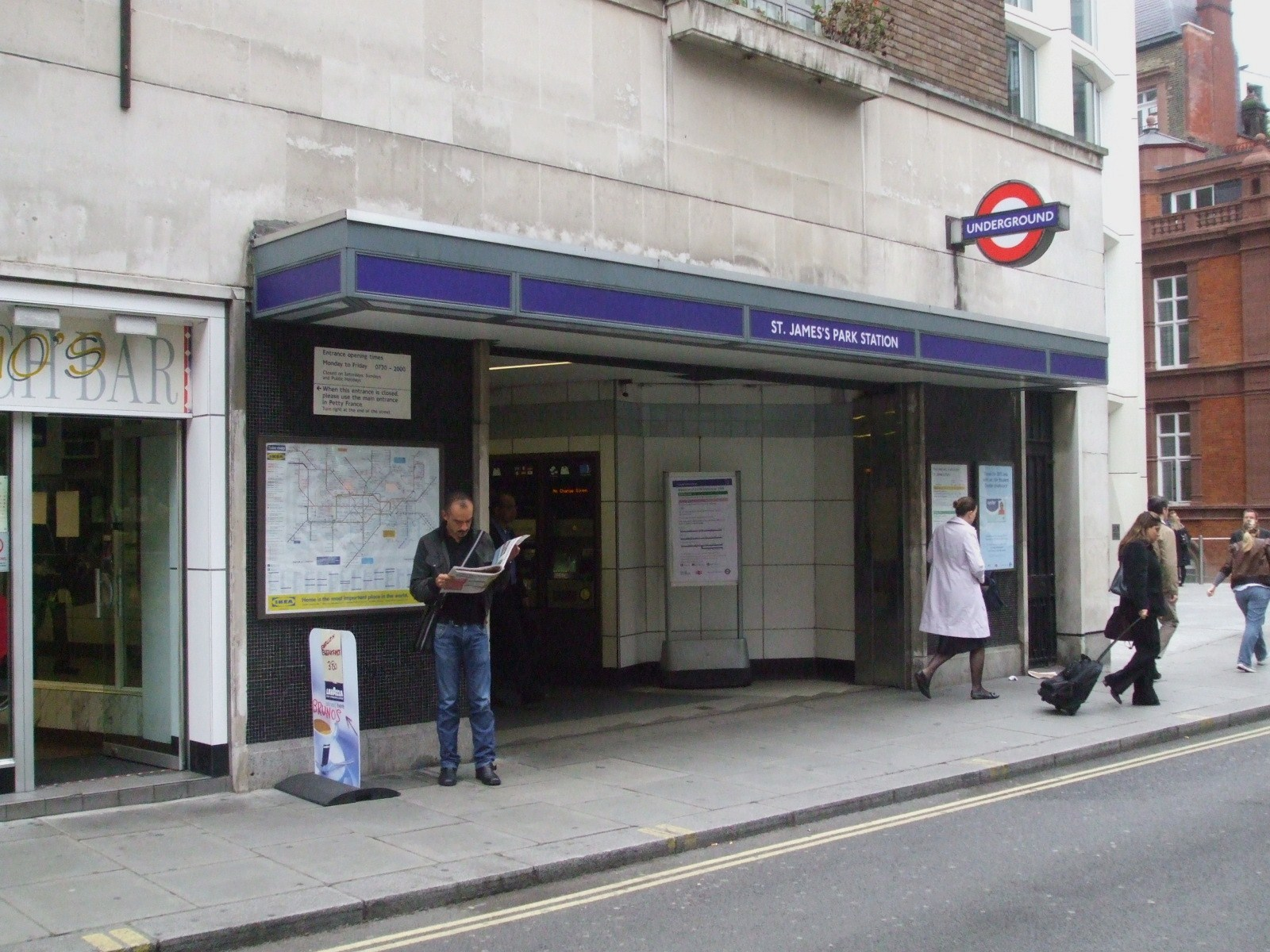